# Oliver Gussenberg
Oliver Gussenberg (* 21. April 1978 in Oldenburg) ist ein ehemaliger deutscher Judoka.
Gussenberg begann im Alter von sieben Jahren mit dem Judo. 1997 wurde er im Superleichtgewicht bis 60 Kilogramm erstmals Deutscher Meister. Auf internationaler Ebene feierte er seinen größten Erfolg mit dem fünften Platz bei der Weltmeisterschaft 2003 in Osaka. 2007 wiederholte sich der Erfolg bei der Deutschen Meisterschaft. Bei den Olympischen Sommerspielen in Athen 2004 wurde er Siebter. Er trainiert bei den Judo Crocodiles Osnabrück.
Oliver Gussenberg ist Researcher bei einem international tätigen Marktforschungsinstitut und seit 2007 selbständig im Bereich Sportmarketing und Meinungsforschung in Osnabrück. Er besitzt einen MBA des Buckinghamshire Chilterns University College, UK. Er ist verheiratet und lebt mit seiner Frau und seinen beiden Kindern in Osnabrück.